# 대미지 (드라마)
대미지(Damages)는 2007년 7월 24일부터 2012년 9월 12일까지 방영된 드라마이다.

## 캐스트
- 글렌 클로즈 - 휴즈
- 로즈 번 - 엘렌
- 테이트 도노반 - 톰
- 젤리코 이바넥 - 레이
- 테드 댄슨 - 프로비셔
- 노아 빈 - 데이비드
- 아나스타샤 그리피스 - 케이티

## 한국판 성우진(KBS)
- 이선영 - 휴즈(글렌 클로즈)
- 은영선 - 엘렌(로즈 번)
- 오세홍 - 톰(테이트 도노반)
- 김준 - 프로비셔(테드 댄슨)
- 구자형 - 데이비드(노아 빈)
- 장광 - 레이(젤리코 이바넥)
- 양정애 - 케이티(아나스타샤 그리피스)
- 김규식 - 필(마이클 누리)
- 홍진욱 - 윌리엄스(케이시 시마즈코)
- 전숙경 - 오르티즈(마야 데이즈)
- 임주현 - 펠리시아(마린 애플랙)
- 원호섭 - 앤드류(도니 케샤워즈)